# Parožine
Parožine (pršljenčice, lat. Charophyta), hidrofitna divizija u carstvu biljaka (Plantae) koje trajno cijelim tijelom žive ispod površine vode. Zajedno s kopnenim biljkama (Embryophyta)  čine infracarstvo Streptophyta, dok Streptophyta i zelene alge (Chlorophyta) čine biljno podcarstvo zelenog bilja (Viridaeplantae).
Parožine su slatkovodne zelene alge, a njihovo prisustvo znak je čistoće vode, jer ove alge nisu tolerantne prema visokoj koncentraciji nutrijenata, posebno fosfata.
Biljka je rizoidima pričvršćena za muljevito dno. Izgledom podsjećaju na preslice, i imaju analogne dijelove lista, stabljike i korijena. Razmnožavaju se spolno (spolni organi nastaju u pazušcima bočnih ogranaka) i vegetativno pomoću gomoljića koji sadržavaju škrob za prezimljavanje. Gomoljići se nalaze na rizoidu, ili ponekad na kauloidu.
Danas postoji 5 195 vrsta parožina podijeljenih u 6 razreda.

## Razredi i redovi
1. Charophyceae Rabenhorst, 877 vrsta[1]
  1. Charales Dumortier, 840
    1. Aclistocharaceae X.G.Zhou 1 vrsta
    2. Atopocharaceae 1 vrsta
    3. Characeae S.F.Gray 741 vrsta
    4. Clavatoraceae 12 vrsta
    5. Feistiellaceae Schudack 38 vrsta
    6. Porocharaceae Grambast 47 vrsta

  2. Charophyceae ordo incertae sedis 4
    1. Charophyceae familia incertae sedis 3 vrste
    2. Umbellinaceae Tappan, 1 vrsta

  3. Sycidiales 19
    1. Chovanellaceae 1 vrsta
    2. Sycidiaceae Karpinsky, 18 vrsta

  4. Trochiliscales 14
    1. Trochiliscaceae Karpinsky, 14 vrsta
2. Chlorokybophyceae Irisarri & al., 5 vrsta[1]
  1. Chlorokybales C.E.Rogers, K.R.Mattox & K.D.Stewart 5 vrsta
    1. Chlorokybaceae C.E.Rogers, K.R.Mattox & K.D.Stewart, 5 vrsta
3. Coleochaetophyceae C.Jeffrey, 36 vrsta[1]
  1. Chaetosphaeridiales Marin & Melkonian, 8 vrsta
    1. Chaetosphaeridiaceae, 8 vrsta

  2. Coleochaetales Chadefaud 28 vrsta
    1. Coleochaetaceae Nägeli, 28 vrsta
4. Klebsormidiophyceae C.Hoek, D.G.Mann & H.M.Jahns, 48 vrsta[1]
  1. Klebsormidiales K.D.Stewart & K.R.Mattox 48 vrsta
    1. Elakatotrichaceae Hindák, 16 vrsta
    2. Klebsormidiaceae K.D.Stewart & K.R.Mattox, 32 vrste
5. Mesostigmatophyceae Marin & Melkonian, 1 vrsta[1]
  1. Mesostigmatales Marin & Melkonian 1 vrsta
    1. Mesostigmataceae Marin & Melkonian, 1 vrsta
6. Zygnematophyceae Round ex Guiry, 4 228 vrsta[1]
  1. Desmidiales Bessey, 3 005 vrsta
    1. Closteriaceae Bessey, 213 vrsta
    2. Desmidiaceae Ralfs, 2 754 vrsta
    3. Gonatozygaceae G.S.West 16 vrsta
    4. Peniaceae Haeckel, 42 vrsta

  2. Spirogloeales Melkonian, Gontcharov & Marin, 1 vrsta
    1. Spirogloeaceae Melkonian, Gontcharov, and Marin 1 vrsta

  3. Zygnematales Bessey, 1 202 vrsta
    1. Mesotaeniaceae Oltmanns 95 vrsta
    2. Zygnemataceae Kützing 1 107 vrsta